# Okan Koçuk
Okan Koçuk (27 juli 1995) is een Turks voetballer die als doelman speelt.

## Clubcarrière

### Bursaspor
Koçuk maakte zijn professionele debuut op 1 maart 2015 met Bursaspor. In 2016 en 2017 werd hij respectievelijk verhuurd aan Bandırmaspor en Istanbulspor.

### Galatasaray
In 2019 tekende hij een 4-jarig contract bij de Turkse grootmacht Galatasaray. Voor het seizoen 2021-2022 werd hij verhuurd aan Giresunspor.

### Samsunspor
In de zomer van 2023 tekende hij een driejarig contract bij Samsunspor na afloop van zijn contract bij Galatasaray.

## Interlandcarrière
Koçuk is uitgekomen op alle jeugdelftallen voor het Turks voetbalelftal. In november 2017 werd hij opgeroepen voor het seniorenelftal maar hij wist nooit zijn debuut te maken.

## Erelijst
| Turkse supercup | 1x | 2019    |
| Süper Lig       | 1x | 2022/23 |